# 女子相撲
女子相撲（じょしすもう）は、1996年に誕生した女子が行うアマチュア相撲競技である。新相撲ともいわれていた。

## 概要
相撲を世界のスポーツとするためにオリンピックの正式競技にすることを目標にしている公益財団法人日本相撲連盟が、オリンピック競技となるには女子での普及実績が重要なため、女子相撲の普及促進を目指すこととした。しかしながら女子が相撲を行うことに抵抗感がある人が日本には多いこともあり、これを「新相撲」と名づけ、相撲とは違う競技かの様に装い、1996年に連盟の加盟団体として日本新相撲連盟（後の日本女子相撲連盟）を発足させた。
1996年に大阪で第1回全国新相撲選手権大会が行われたのが日本における新相撲の全国大会の最初で、以降第2回と第3回は1月に、それ以降は第11回まで毎年9月に、第12回は10月に大阪府堺市で全国大会が開催された。これ以降は全国での持ち回り開催へ移行し、第13回は静岡県、第14回は富山県、第15回は大阪府堺市に戻り、第16回は愛媛県、第17回は佐賀県、第18回（2013年）は兵庫県、第19回（2014年）は鳥取県、第20回（2015年）は愛媛県で開催された。第21回（2016年）からは再び堺市での開催が続き、コロナで開催が中止された第25回（2020年）を除いて第26回（2021年）までは堺市、そして第27回（2022年）、第28回（2023年）は京都府で開催された。なお、2007年開催の第12回大会から名称が「全日本女子相撲選手権大会」に変更されており、それ以降は競技自体も「女子相撲」と呼称される。
また女子相撲は日本より、むしろ海外の方で熱心に行われており、特にヨーロッパにおいて盛んである。1999年にはドイツで初めての国際大会が開催された。現在では毎年秋に世界女子相撲選手権大会（旧名：世界新相撲選手権大会）が開催されており、ワールドゲームズ相撲競技にも採用されている。

## ルール等
競技ルールは、基本的に男子が行う相撲と同一であるが競技時間が異なり、競技開始後3分（男子は5分）を経過しても勝負が決しない場合は、取り直しとなる。服装は、レオタード（小学生又は中学生は、無地の水着も可）の上にまわしをつけることになっている。
無差別級と、体重に応じた4つの階級が設定されている。
競技場は、体操用マットにウレタンなどで出来た俵を取り付けた相撲専用マット（土俵マット）、もしくは土の土俵で行われる。

## 著名な選手
- 野崎舞夏星
- 今日和

## 女子相撲をテーマにした作品

### 小説
- 『つっぱれ有栖川』（ヤマグチノボル、KADOKAWA、2003年）[5]
- 『すもうガールズ』（鹿目けい子、幻冬舎、2017年）[6]
- 『大相撲令嬢 ～聖女に平手打ちを食らった瞬間相撲部だった前世を思い出した悪役令嬢の私は捨て猫王子にちゃんこを振る舞いたい はぁどすこいどすこい～』（川瀨右端・村上ゆいち、アース・スターエンターテイメント、2021年）[7]

### 漫画
- 『花の女子高相撲部』（諸井愛、ジュネット、2010年）[8]
- 『りきじょ』（歌麿、双葉社、2014年）[9][10]
- 『え・び・す・こ』（アントンシク、小学館『ゲッサン』、2014年）[11]
- 『すも、かの』（ムラオミノル、少年画報社『月刊ヤングキングアワーズGH』、2015年）[12]
- 『大相撲令嬢 ～前世に相撲部だった私が捨て猫王子と はぁどすこいどすこい～』（影崎由那画、川瀨右端・村上ゆいち原作、アース・スターエンターテイメント、2021年）[13]
- 『おすもん』（のんた丸孝、フェアベル、2021年）[14]

### 映画
- 『ちゃんこ』（監督：サトウトシキ、2006年）[15]

### 配信ドラマ
- 『シコふんじゃった!』（総監督：周防正行、2022年）[16]